# Лайтман, Алан
А́лан Ла́йтман (англ. Alan Lightman, род. 28 ноября 1948, Мемфис, штат Теннесси, США) — американский физик, эссеист и писатель. Доктор философии (1974), профессор Массачусетского технологического института, член Американской академии искусств и наук (1996). Отмечен премией Эндрю Геманта Американского института физики (1996).

## Биография
Родился в семье владельца кинотеатра Ричарда Лайтмана (англ. Richard Lightman) и учительницы танцев Жанны Гарретсон (англ. Jeanne Garretson). В 1970 окончил Принстонский университет с дипломом бакалавра по физике. В 1974 году получил степень доктора философии по теоретической физике в Калифорнийском технологическом институте.
С 1974 по 1976 год работал в области астрофизики в Корнеллском университете. Здесь же начал публиковать собственные стихи в небольших литературных журналах. С 1976 по 1979 год занимал должность ассистента профессора в Гарварде. С 1979 по 1989 год являлся сотрудником Гарвард-Смитсоновского центра астрофизики.
В 1981 году А. Лайтман начинает публиковать свои эссе, посвящённые науке и её гуманитарным аспектам. Его эссе публиковались в таких журналах как «Science 82», «The New Yorker», «Nature», «The New York Times» и др. В начале 90-х Лайтман начинает писать романы. Его первая книга «Сны Эйнштейна» (англ. «Einstein's Dreams», 1993) стала мировым бестселлером и легла в основу многих театральных постановок. Роман «Диагноз», вышедший в 2000 году, стал финалистом Национальной книжной премии США. Следующий роман, носящий название «Реюньон», также стал лауреатом ряда конкурсов. Его научно-популярная книга «Открытия: великие прорывы в XX веке науки» была признана одной из десяти лучших научных книг за 2005 год по версии журнала «Discover Magazine».
В 1989 году он был принят на должность профессора в области точных наук и литературы в Массачусетский технологический институт, став первым профессором этого института одновременно в области естественнонаучной и гуманитарной дисциплин. С 1991 по 1997 годы возглавлял в институте программу по литературе и гуманитарным исследованиям. Участвовал в создании так называемых коммуникативных требований, которые заключались во введении обязательных ежегодных курсов в области литературы для студентов. В 1995 году там же получил именную профессуру им. Джона Беркарда в области гуманитарных наук (John E. Burchard professor of humanities). В 2001 году выступил одним из создателей программы подготовки студентов по направлению научно-популярной литературы. В том же году ушёл с занимаемой должности профессора, чтобы уделять больше времени литературе, и стал адъюнкт-профессором.
Был членом жюри Пулитцеровской премии в 1994 и 2004 годах.
В 1999 году основал фонд Харпсвелла — организацию, целью которой является предоставление возможностей для достижения своих целей обездоленным молодым людям с упором на расширение прав и возможностей женщин-лидеров в развивающихся странах путём обеспечения их жильём и условиями для обучения.

### Художественная литература
- Alan P. Lightman. Einstein's dreams. — Pantheon Books, 1993. — 179 с. — ISBN 0679416463.
- Alan P. Lightman. Good Benito. — Pantheon Books, 1994. — 215 с. — ISBN 0679436146.
(рус. перевод: Алан Лайтман. Сны Эйнштейна. Друг Бенито. — АСТ, 2001. — 267 с. — (Мастера современной прозы). — 5000 экз. — ISBN 5170086121.)
- Alan P. Lightman. The diagnosis. — Pantheon Books, 2000. — 369 с. — ISBN 0679436154.
(рус. перевод: Алан Лайтман. Диагноз. — АСТ, 2003. — 392 с. — (Мастера современной прозы). — 5000 экз. — ISBN 5-17-015695-2.)
- Alan P. Lightman. Reunion. — Pantheon Books, 2003. — 231 с. — ISBN 037542167X.
- Alan P. Lightman. Ghost. — Pantheon Books, 2007. — 243 с. — ISBN 0375421696.
- Alan P. Lightman. Song of Two Worlds. — A K Peters, Ltd., 2009. — 99 с. — (Ak Peters Series). — ISBN 1568814631.

### Сборники эссе
- Alan P. Lightman. Dance for Two: Selected Essays. — Bloomsbury, 1996. — 169 с. — ISBN 0747529213.
- Alan P. Lightman. The Best American Essays 2000 / Alan Lightman, Robert Atwan. — Houghton Mifflin, 2000. — 256 с. — (Best American Essays). — ISBN 061803580X.
- Living with the Genie: Essays on Technology and the Quest for Human Mastery / Alan Lightman, Daniel Sarewitz, Christina Desser. — Island Press, 2004. — 360 с. — ISBN 1559635746.
- Juliet Van Otteren, Jane Goodall, Alan Lightman. Heart of the Horse. — Barnes & Noble Publishing, 2004. — 144 с. — ISBN 0760759278.
- Alan P. Lightman. A Sense of the Mysterious: Science and the Human Spirit. — Pantheon Books, 2005. — 211 с. — ISBN 0375423206.

### Научная литература
- Alan P. Lightman, W. H. Press, R. H. Price, S. A. Teukolsky. Problem book in relativity and gravitation. — Princeton University Press, 1975. — 599 с. — ISBN 069108162X.
(рус. перевод: А. Лайтман, В. Пресс, Р. Прайс, С. Тюкольски. Сборник задач по теории относительности и гравитации. — М.: Мир, 1979. — 536 с. — 12 500 экз.)
- George B. Rybicki, Alan P. Lightman. Radiative processes in astrophysics. — Wiley, 1979. — 382 с. — ISBN 0471048151.
- Alan P. Lightman, Roberta Brawer. Origins: The Lives and Worlds of Modern Cosmologists. — Harvard University Press, 1990. — 576 с. — ISBN 0674644719.
- Alan P. Lightman. Ancient light: our changing view of the universe. — Harvard University Press, 1991. — 170 с. — ISBN 0674033639.
- Alan P. Lightman. Great ideas in physics: the conservation of energy, the second law of thermodynamics, the theory of relativity, and quantum mechanics. — 3rd Ed. — McGraw-Hill Professional, 2000. — 300 с. — ISBN 0071357386.
- Alan P. Lightman. Time for the Stars: Astronomy in the 1990s. — Reprint. — Warner Books, 1994. — 124 с. — ISBN 0446670243. (недоступная ссылка)
- Alan P. Lightman. The discoveries: great breakthroughs in 20th century science. — Pantheon Books, 2005. — 553 с. — ISBN 0375421688.

### Интервью
- Robert Birnbaum. Alan Lightman: Author of The Diagnosis talks with Robert Birnbaum (англ.). identitytheory.com. Дата обращения: 20 августа 2010. Архивировано 7 мая 2012 года.
- Alex Burack. Alan Lightman Interview (англ.). Literary Traveler. Дата обращения: 20 августа 2010. Архивировано из оригинала 7 мая 2012 года.
- Tinker Ready. MIT physicist empowers young Cambodian women by building them a dormitory (англ.). The New York Times (19 ноября 2007). Дата обращения: 20 августа 2010. Архивировано 7 мая 2012 года.
- Tom Ashbrook. Alan Lightman (англ.). On Point with Tom Ashbrook (27 ноября 2007). Дата обращения: 20 августа 2010. Архивировано 15 ноября 2009 года.